# Ushiku, Ibaraki
Ushiku (牛久市 Ngưu Cửu thị) là một thành phố thuộc tỉnh Ibaraki, Nhật Bản.